# Wilhelm Nils Andreas Lindahl
Wilhelm Nils Andreas Lindahl, född 16 september 1825 i Karlshamn, död 28 december 1909 i Karlskrona, var en svensk auditör och riksdagsman.
Lindahl utnämndes 1856 till polismästare i Karlskrona och blev auditör vid flottan 1858. Han var ledamot av riksdagens första kammare 1881–1892, invald i Blekinge läns valkrets.